# Remleria rhododendricola
Remleria rhododendricola är en svampart som först beskrevs av Rehm, och fick sitt nu gällande namn av Raitv. 2004. Remleria rhododendricola ingår i släktet Remleria och familjen Hyaloscyphaceae.   Inga underarter finns listade i Catalogue of Life.